# Fritz Schultz-Merzdorf

Fritz Schultz-Merzdorf als Heidelberger Rhenane

Fritz Schultz-Merzdorf (* 7. Juni 1890 in Merzdorf bei Schwiebus; † 10. September 1956 in Oldenburg i.O.) war ein deutscher Schafzüchter und Schriftsteller.

## Lebensweg
Schultz-Merzdorf wurde unter dem Namen Fritz Schultz als Sohn des Rittergutsbesitzers Heinrich Schultz auf dem väterlichen Gut Merzdorf bei Schwiebus geboren. Er besuchte das Gymnasium in Frankfurt (Oder) und studierte nach dem Abitur ab Herbst 1908 Rechtswissenschaften in Heidelberg, München und Greifswald. In Heidelberg war er Mitglied des Corps Rhenania und fungierte als Vorsitzender der Studentenschaft.
1912 legte er das Referendarexamen ab und promovierte zum Dr. jur. Er gab die juristische Laufbahn aber bald auf und begann mit dem Studium der Agrarwissenschaften in Berlin. Ab 1914 stand er als einjährig-freiwilliger Unteroffizier beim Grenzschutz im Osten und nahm an den Schlachten bei Tannenberg und den Masurischen Seen teil.
Nach dem Ersten Weltkrieg übernahm er die Bewirtschaftung des väterlichen Ritterguts in Merzdorf, wo er eine der bedeutendsten deutschen Merino-Schafzuchten aufbaute. Für seine Verdienste erhielt er dreimal den Wanderpreis des Reichsernährungsministeriums für die beste deutsche Schafhochzucht. Auf Grund der Roggenbelastung in der Inflation 1930 gab er das Gut auf und siedelte nach Berlin über. Dort wurde er Vorsitzender der Reichsarbeitsgemeinschaft Deutscher Roggenschuldner, die die Interessen von rund 10.000 Gutsbesitzern und Bauern vertrat. Auch der Schafzucht blieb er verbunden und veröffentlichte 1931 das Handbuch Die deutsche Merino-Stammschäferei.
1939 übernahm er im besetzten Kreis Birnbaum (Warthegau) die Verwaltung eines Komplexes von mehreren Gutshöfen rund um das Schloss Kwilecki (Lärchensee). Schultz-Merzdorf begründete eine Schäferlehranstalt für den Warthegau und mehrere Saatzuchten im besetzten Gebiet. Nach Vertreibung und Verlust seiner Stellung ließ er sich nach 1945 in Oldenburg nieder.

## Literarisches Werk
Bald nach dem Ersten Weltkrieg begann Schultz-Merzdorf mit dem Schreiben von historischen Romanen. Insgesamt veröffentlichte er fünf Werke:

### Swebyssen
Erschienen mit dem Untertitel Roman aus der Grenzmark (Berlin 1922). Die Handlung spielt vor dem Hintergrund der Auseinandersetzungen zwischen Brandenburg und Polen in der ersten Hälfte des 14. Jahrhunderts. Im Sommer 1319 werden die Städte Schwiebus (Swebyssen), Züllichau und Liebenau im Tausch durch die Herzöge Heinrich IV. und Primislaus/Primko II. von Glogau an ihren Onkel, den Askanier Waldemar Markgraf von Brandenburg, abgetreten. Der Ritter Botho von Herrenstein wird zum Schlosshauptmann in Swebyssen ernannt und bezieht mit seinem jüngeren Bruder Gottfried die Burg. Mit Waldemars Tod und dem frühen Ableben seines Vetters und Erben Heinrich II. von Brandenburg fällt die Stadt an Herzog Primislaus/Primko zurück; Botho von Herrenstein wechselt in dessen Dienste und beginnt mit dem Ausbau der Stadtwehren. Swebyssen wird in den Konflikt zwischen Papst Johannes XXII. und Kaiser Ludwig dem Bayern bzw. dessen Sohn Ludwig, den er 1323 mit der Mark Brandenburg belehnt hatte, hineingezogen, als polnische und litauische Reitertruppen auf Veranlassung des Bischofs Stephan II. von Lebus nach Brandenburg einfallen und auch Swebyssen belagern. Ignatz Skarpinski, ein wohlhabender Bürger polnischer Abkunft, versucht die Stadt an die Polen zu verraten, wird aber rechtzeitig entdeckt und verstoßen.
Zwischenzeitlich hält die Pest Einzug in der Stadt und dezimiert die Bevölkerung erheblich. Botho von Herrenstein erkrankt ebenfalls, wird aber von Mechthildis, der Tochter des Bürgermeisters Knispel, gesund gepflegt. Im Streit um die letztere kommt es zum Bruch zwischen Botho und Gottfried von Herrenstein.
Mit Hilfe eines Geheimganges, den ihm eine heidnisch-suebische Priesterin zugänglich machte, gelingt es dem Verräter Skarpinski letztlich, den Polen Eingang in die Stadt und das Schloss zu verschaffen. Botho von Herrenstein fällt in den Kämpfen, sein Bruder Gottfried, mit dem er sich noch versöhnt, kann mit seiner Braut Mechthildis entkommen und übernimmt das Stammschloss in der schwäbischen Heimat.
Der Roman, insbesondere die antipolnischen Ressentiments und Stereotype, sind im Kontext der Ereignisse nach dem Ersten Weltkrieg zu deuten. Die aktuelle Situation – Grenz- und Abwehrkämpfe –, vielleicht auch Schultz-Merzdorfs eigene Erfahrung beim Grenzschutz spiegelt sich in der historischen Erzählung wider.

### Das Opfer der Marquise

Das Opfer der Marquise, Titelblatt

Erschienen mit dem Untertitel Roman aus dem alten Preußen im Verlag der Deutschen Landbuchhandlung GmbH (Berlin 1925).
Im Mittelpunkt des Romans steht der preußische Offizier und Diplomat Hans Hennig von Roenne. Vom König, bei dem er in hoher Gunst steht, mit einer wichtigen Mission nach Paris betraut, gerät er in die Fänge des intriganten französischen Gesandten Marquis de Foucauld-Martin, der eine familiäre Krise seiner Frau nutzend diese dazu anstiftet, den in sie verliebten Roenne durch ein Rendezvous abzulenken, während er selbst Roennes Diplomatengepäck durchsucht. Durch die Affäre desavouiert nimmt Roenne seinen Abschied aus der Armee und verschwindet spurlos.

### Montur und Burschenhut
Erschienen mit dem Untertitel Roman aus dem alten Preußen im Verlag der Deutschen Landbuchhandlung GmbH (Berlin 1928). Montur und Burschenhut setzt die Handlung von Das Opfer der Marquise fort. Der erste Teil dreht sich vornehmlich um Hans Henning von Roennes jüngeren Bruder Achim als Student an der Frankfurter Viadrina. In diesen Kapiteln nimmt Schultz-Merzdorf als alter Corpsstudent zahlreiche Elemente des klassischen Studentenromans (Mensuren, Kneipen und Auseinandersetzungen mit den akademischen Behörden) auf. Achim von Roenne gibt aber seine Universitätsstudien auf, tritt vorübergehend in die preußische Armee ein und übernimmt nach dem Tod des Vaters die Bewirtschaftung des väterlichen Gutes.
In einem zweiten Teil tritt Hans Henning von Roenne wieder auf, der sich als einfacher Cornet den gegen die Türken kämpfenden Truppen angeschlossen hat und dort zufällig auf den Grafen Landelot, Bruder der Marquise, trifft, der – in einer Schlacht tödlich verwundet – kurz vor seinem Tod die Unschuld seiner Schwester an Roennes Schicksal bezeugt. Hans-Henning von Roenne kann rehabilitiert in die Heimat zurückkehren, tritt wieder in die königliche Garde ein und fällt später in der Schlacht von Leuthen.

### Die Brüder Petersdorf
Ein historischer Roman aus dem dreissigjährigen Kriege (Essen 1948)

### Die Pferde des Grafen Anton Günther
Ein Roman um Pferde und Frauen (Oldenburg i.O. 1950).
| Personendaten    | Personendaten                             |
| ---------------- | ----------------------------------------- |
| NAME             | Schultz-Merzdorf, Fritz                   |
| KURZBESCHREIBUNG | deutscher Schafzüchter und Schriftsteller |
| GEBURTSDATUM     | 7. Juni 1890                              |
| GEBURTSORT       | Merzdorf bei Schwiebus                    |
| STERBEDATUM      | 10. September 1956                        |
| STERBEORT        | Oldenburg (Olbd)                          |